# Нолан, Ронни
Рональд Кристофер Нолан (англ. Ronald Christopher Nolan; 22 октября 1933, Дублин — 21 июня 2023) — ирландский футболист, один из лучших игроков в истории клуба «Шемрок Роверс».

## Биография

### Игровая карьера
Большая часть его карьеры прошла в «Шемрок Роверс», в котором он отыграл 17 сезонов с 1952 по 1969 годы. В составе «Роверс» Нолан выиграл множество трофеев, среди которых 4 чемпионских титула, 6 Кубков Ирландии и 8 Трофеев Ирландской лиги. Помимо этого в 1967 году он играл за «Бостон Роверс», сыграв за эту команду 9 матчей.
В 1969 году он перешёл в «Богемиан», за который сыграл пять сезонов и выиграл в 1970 году Кубок Ирландии.
За сборную Ирландии сыграл 18 матчей.

### Смерть
Скончался 21 июня 2023 года в возрасте 89 лет.

## Достижения
«Шемрок Роверс»
- Чемпион Ирландии (4): 1953/54, 1956/57, 1958/59, 1963/64
- Обладатель Кубка Ирландии (6): 1955, 1956, 1962, 1964, 1965, 1966
- Обладатель Трофея Ирландской лиги (8): 1954/55, 1955/56, 1956/57, 1957/58, 1962/63, 1963/64, 1964/65, 1965/66
- Обладатель Кубка Дублина (7): 1952/53, 1954/55, 1956/57, 1957/58 1959/60, 1963/64, 1966/67

«Богемиан»
- Обладатель Кубка Ирландии (1): 1970